# August Carbajal
August Enrique Frederick Arthur Carbajal Schumacher (Países Bajos, 26 de octubre de 1978) es un abogado y político peruano de origen neerlandés. Es el actual alcalde del distrito de San Bartolo desde el 1 de enero del 2023 y fue regidor de dicho distrito en 2013.

## Biografía
August Carbajal nació en los Países Bajos, el 26 de octubre de 1978. Luego emigró al Perú y estudió la carrera de Derecho en la Universidad de San Martín de Porres donde obtuvo un bachillerato en 2008 y luego en la Universidad Inca Garcilaso de la Vega en 2016. También cuenta con un estudio postgrado en la Universidad de Alcalá de España.
Labora como abogado y asesor legal desde el año 2018.

## Carrera política
August Carbajal se inicia en la política cuando postula como regidor del distrito de San Bartolo en las elecciones municipales del año 2010 por el partido Somos Perú, sin embargo, no resultó elegido. En 2013, durante el proceso de revocatoria municipal, Carbajal logró ser elegido como regidor para completar el periodo 2011-2014.
Intentó ser alcalde en las elecciones del 2014 por el partido fujimorista Fuerza Popular y luego en las elecciones del 2018 con Democracia Directa.

### Alcalde de San Bartolo
Finalmente, en las elecciones municipales del 2022, Carbajal logró ser elegido como alcalde del distrito de San Bartolo por el partido Avanza País para el periodo 2023-2026.